# Wartburg (Tennessee)
Wartburg è un comune degli Stati Uniti d'America, situato nello Stato del Tennessee, nella Contea di Morgan, della quale è il capoluogo.